# Andorinhão-arborícola-pequeno
Andorinhão-arborícola-pequeno (Hemiprocne comata) é uma espécie de ave da família Hemiprocnidae. Pode ser encontrada nos seguintes países: Brunei, Indonésia, Malásia, Mianmar, Filipinas, Singapura e Tailândia. Os seus habitats naturais são: florestas subtropicais ou tropicais húmidas de baixa altitude, florestas de mangal tropicais ou subtropicais e regiões subtropicais ou tropicais húmidas de alta altitude.